# ناوچه کلاس تی‌اف۲۰۰۰
ناوچه کلاس تی‌اف۲۰۰۰ (به انگلیسی: TF2000-class frigate) یک کلاس از کشتی است.